# Dietrich von Fürstenberg

Thierry de Fürstenberg (ou Theodor von Fürstenberg ou Theodor von Paderborn; né le 7 octobre 1546 au château de Waterlappe (de) près d'Ense; mort le 4 décembre 1618 au château Neuhaus près de Paderborn) est prince-évêque de Paderborn sous le titre de Thierry IV. Son sacerdoce est marqué par de vifs affrontements avec les chambres élues et le début de la Contre-réforme dans la principauté.

## Famille, formation et offices
Thierry von Fürstenberg (de) est issu de la petite noblesse de Westphalie, qui commence à prendre de l'importance dans les principautés ecclésiastiques au XVIe siècle. Fils du conseiller de l'électorat de Cologne Frédéric von Fürstenberg et de Marie de Westphalie, fille du sénéchal de Lichtenau et de Wünnenberg, Dietrich grandit dans une famille grande pourvoyeuse de prélats. Cinq de ses frères et sœurs exerceront des fonctions importantes dans le clergé : son frère Frédérich comme doyen du chapitre de Mayence et de Paderborn, sa sœur Ottilie (de) comme abbesse de Neuenheerse et d’Oelinghausen, sa sœur Anne (de) abbesse d'Œlinghausen, Ursule entre dans les ordres et devient sœur cistercienne du cloître de Himmelpforten. Le reste de la fratrie se marie avec des familles nobles de Paderborn. Son frère le plus illustre est Gaspard de Fürstenberg (de), futur sénéchal du duché de Westphalie : Thierry sera toujours en étroite relation avec lui.
Frédéric von Fürstenberg confie l'éducation de ses fils au célèbre humaniste Friedrich Beurhaus (de) de l'Archigymnasium de Dortmund, avant de les envoyer étudier dans le lycée jésuite de Cologne, le Tricoronatum (de). À 17 ans, Thierry est déjà titulaire de la sinécure et du décanat de Wormbach ; plus tard, il obtient la cure d'Attendorn et la charge de bailli de l'évêché de Meschede. Mais sa carrière décolle lorsqu'il est élu chanoine de Paderborn. Il sera même élu l'année suivante chanoine de Trèves.

## Élection et consécration comme évêque
En 1577, Thierry von Fürstenberg est élu prêvôt de Paderborn, et déjà il est considéré comme un successeur possible au trône épiscopal. Au sein d'un chapitre cathédral dominé par les protestants, il prend la tête de la minorité catholique et parvient à imposer le principe de ne plus admettre au sein du chapitre que des catholiques. À la mort de l'évêque Henri de Saxe-Lauenburg, Gaspard von Fürstenberg milite en faveur de l'élection de son frère. Quoiqu'il n'ait pas alors encore prononcé ses vœux majeurs et qu'il jouisse, contre les préconisations du Concile de Trente, de plusieurs prébendes, il est élu (seul candidat) évêque de Paderborn le 5 juin 1585 et prend le titre de Thierry IV et est confirmé par le pape Sixte V le 7 octobre. Dans son programme de gouvernement, il s'engage à protéger le Catholicisme et à expulser les prêcheurs non-catholiques. Son voyage de couronnement à Rome est pris en charge par Gaspard,.
N'ayant pas encore été consacré lors de sa prise de fonctions, il se fait attribuer entre le 27 et le 30 juillet 1589 les sinécures de sous-diacre, diacre, curé de l'abbaye de Böddeken par l'archevêque de Cologne. Pour sa cérémonie pontificale, il sollicite la participation des évêques des diocèses voisins du sien.

## Politique dynastique
Comme ses frères Gaspard et Frédéric, chanoine du chapitre de Mayence, Thierry s'efforça de promouvoir la position sociale de sa famille : c'est ainsi qu'il racheta en 1615 le domaine de Neufürstenberg à Neheim, et qu'en 1618 il acquit la terre noble de Herdringen. Ces deux propriétés devaient jouer un rôle considérable dans l'ascension future de la maison des barons de Fürstenberg. Thierry devait renoncer à ses prébendes à sa consécration comme évêque, mais il s'efforça du moins de les conserver dans sa famille : dans bien des cas, il n'y parvint qu'au prix de manœuvres tortueuses, et dans le cas de la prévôté de Paderborn, ce fut un échec, puisque le pape attribua cette charge au chanoine Walter von Brabeck. Le chapitre y vit un désaveu de son vote et, avec l'appui de Thierry et de Gaspard von Fürstenberg, déposa un recours auprès de la Curie romaine. Le pape Sixte V interrompit la procédure en brandissant une menace d'excommunication ; mais la veille encore de l'intronisation de Brabeck, le 25 novembre 1589, Thierry intentait contre lui un procès pour meurtre, qui demeura sans suite. Si la famille de Fürstenberg eut le dessous dans l'affaire de la succession à la prévôté, elle obtint un siège de chanoine attitré. En 1589, Thierry et Gaspard obtinrent la nomination de leur sœur Ottilia comme abbesse de Neuenheerse. Ce n'était d'ailleurs pas seulement un succès uniquement familial, mais une mesure préventive contre l'attribution de cette fonction à un membre du parti protestant.

## Les débuts de la Contre-Réforme

### Recatholicisation

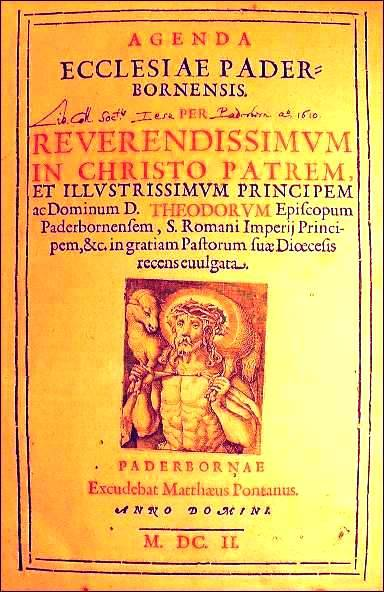
Le programme de Paderborn (1602).

Au cours du XVIe siècle, l'évêché de Paderborn s'était divisé avec la mainmise des religieux sur les institutions. Non seulement les grandes villes, mais aussi les familles nobles les plus en vue de l'écvêché étaient passées aux Luthéranisme, si bien que de larges portions du territoire étaient acquises au protestantisme. Sous le règne du prédécesseur de Thierry, Henri de Saxe-Lauenburg, un protestant était même parvenu à se faire élire prince-évêque.
L'année même de son élection, il imposa l'adoption du calendrier grégorien à Paderborn. Depuis 1586 il convoquait régulièrement des synodes diocésains, afin de renforcer la doctrine catholique parmi le clergé. En outre, il effectuait des tournées périodiques de toutes les paroisses, afin de s'assurer de la ferme application des décrets du Concile de Trente, non seulement sur l'article de la foi, mais aussi sur la vie quotidienne des prêtres (obligation du célibat). Il se faisait assister dans cette tâche par le vicaire-général Theodor Matthisius, par l'évêque Nikolaus Arresdorf (de) et l'abbé Leonard Ruben de l'abbaye Saints-Pierre-et-Paul de Paderborn,.
Afin de privilégier l'édition de livres et d'une liturgie conformes à la doctrine catholique et aux vues du prince et de ses chanoines, Thierry fit venir en 1597 à Paderborn l'imprimeur Mathieu Pontanus de Münster et lui accorda en 1608 le monopole de l'imprimerie pour tout l'évêché Paderborn.
Dès 1596, l'évêque Thierry avait invité le clergé local à se conformer aux normes catholiques nouvelles, ou à défaut à se démettre de leur charge religieuse. En 1602, il promulgua une nouvelle liturgie pour l'administration des sacrements et le déroulement des messes. Il accrut les persécutions contre les laïcs protestants entre 1611 et 1613. Il cessa de reconnaître les mariages non-catholiques. À partir de la Pâques 1613, tous les habitants refusant d'aller se confesser étaient expulsés. Quant aux protestants, ils ne devaient plus résider qu'en dehors des murs de la ville.

### L’œuvre éducative de l'ordre jésuite

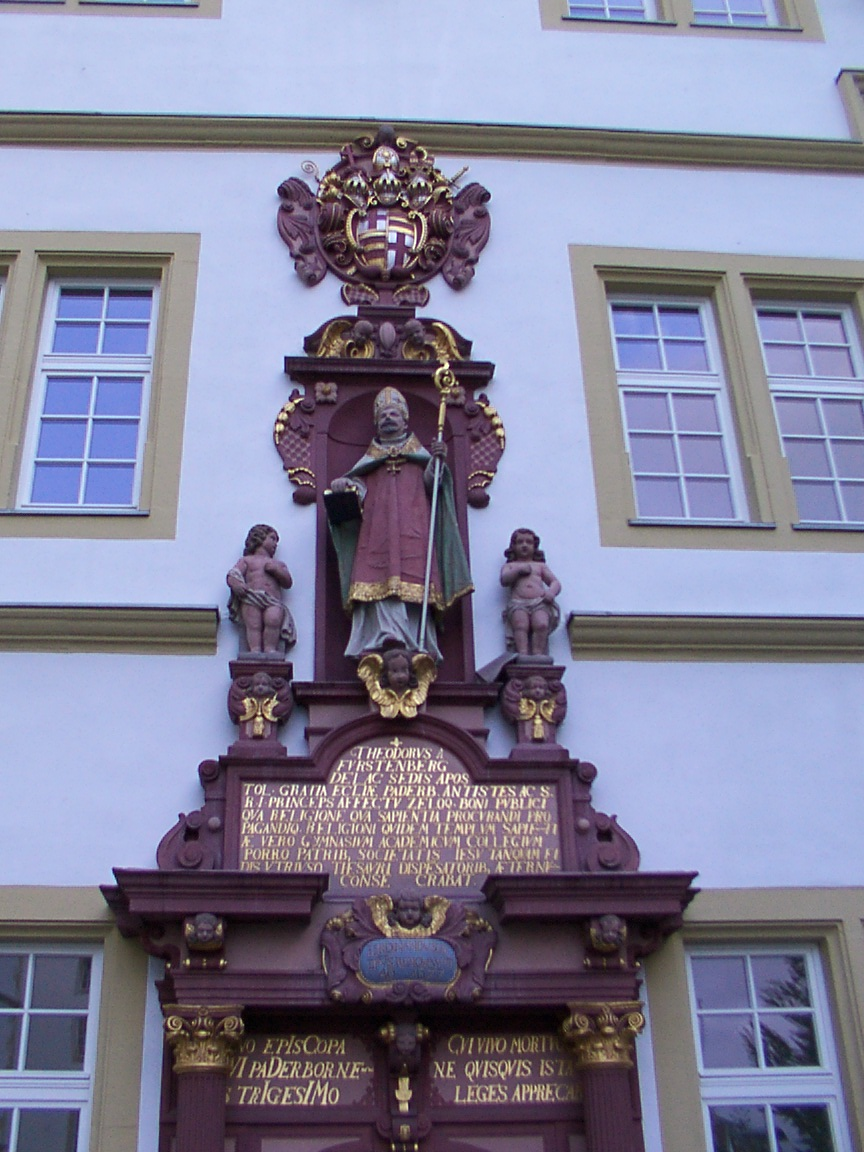
Statue couronnant le portail de l'Academia Theodoriana.

Après quelques hésitations, il apparut à Thierry que les Jésuites étaient les mieux placés pour prendre en charge la reconquête confessionnelle de la principauté. Ces clercs s'étaient déjà établis à Paderborn avant sa prise de fonction comme évêque, et en 1585 ils enseignaient dans le lycée local. Un collège jésuite est fondé en 1592, grâce à l'attribution par Thierry de l'ancien monastère des Minorites et d'autres terrains à la Compagnie. L'évêque autorise en 1605 la construction d'un second collège, et en 1614 celle d'un nouveau lycée, qui sera plus tard baptisé Theodorianum en son honneur. Il s'y ajoutera une chapelle et un noviciat. En 1604, Thierry de Paderborn fait don de sa propre bibliotheque à la Compagnie de Jésus, et fonde en 1614 une université, l’Académie de Paderborn, qu'il confie au général de l'Ordre. Son but est non seulement d'éviter que les étudiants ne se dispersent dans les universités protestantes voisines, mais surtout d'assurer une formation supérieure au clergé, avec des cours de théologie et de philosophie. Cette institution est confirmée en 1614 par le pape et par l'empereur.

### Procès en sorcellerie
Son règne a été ponctué de plusieurs chasses aux sorcières, par ex. les procès de Borchen, déclenchés à l'initiative du syndic du chapitre, Johann Moller.
Au cours de l'hiver 1600-01, Thierry von Fürstenberg jugea pour sorcellerie le prieur, le sous-prieur et deux chanoines du cloître des Augustins de Dalheim. En 1598, le Reichskammergericht finit par dessaisir le chapitre de Paderborn de ces affaires.

## Le bâtisseur

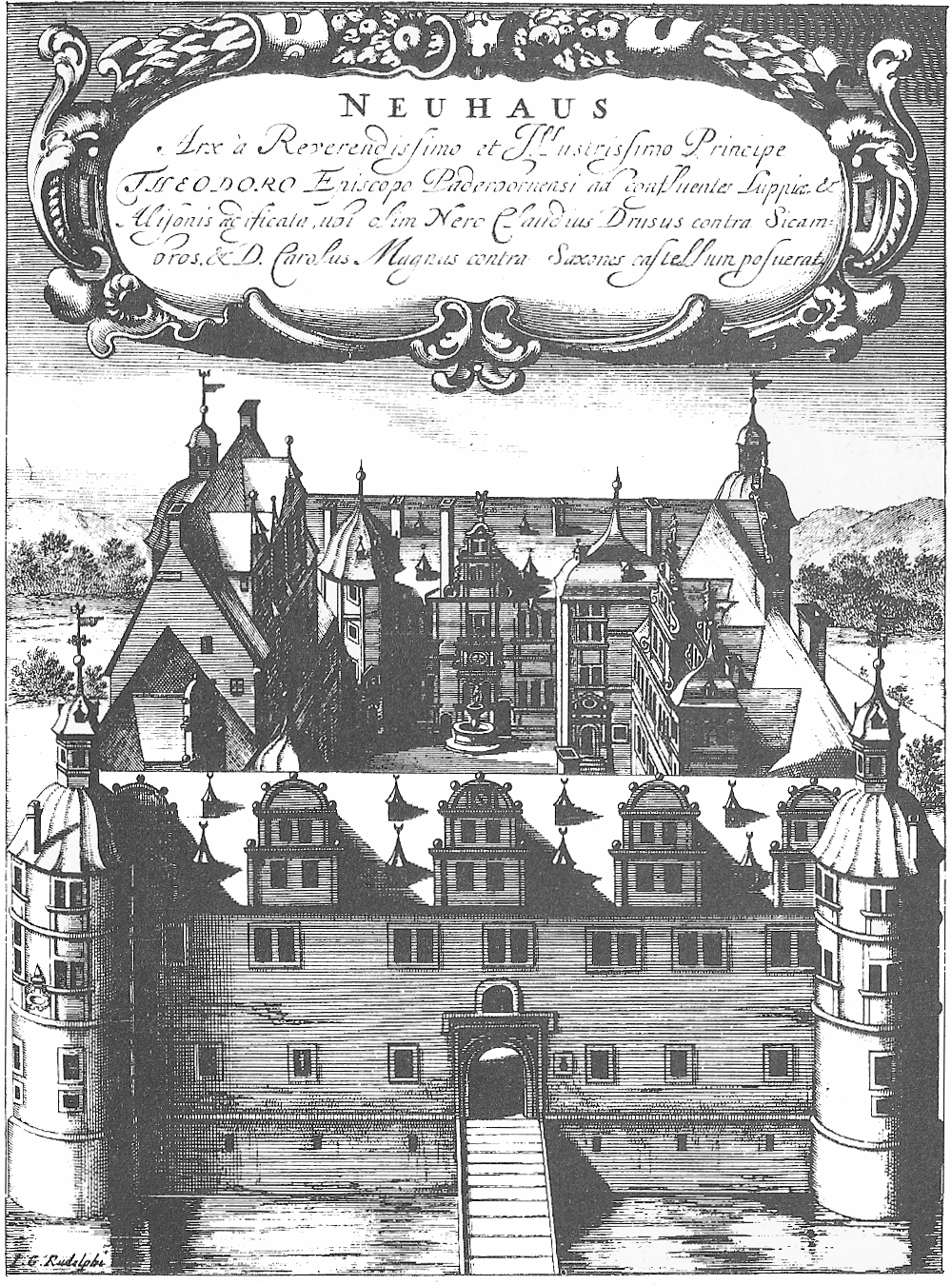
Le château de Neuhaus au XVIIe siècle.

Il fit agrandir en 1590 sa résidence épiscopale, le château Neuhaus, à plan carré avec cour intérieure, d'une aile septentrionale. FIl ordonna également la construction du premier édifice de l'université de Paderborn, l'actuel Theodorianum.
Le château fort de Wewelsburg n'était, à l'avènement de Thierry, qu'une hypothèque des seigneurs de Büren. L'évêque solda l'hypothèqye en 1598, se dotant d'une forteresse au Sud-ouest de ses terres : décision des plus opportunes pour s'opposer aux menées des princes protestants. Thierry réorganisa ce fort en lui donnant trois remparts.

## Politique régionale

### Conflits intérieurs
Parallèlement à la recatholicisation, Thierry cherchait à renforcer son pouvoir temporel. Dans un premier temps, il tenta de passer outre aux oppositions, mais en 1590 le chapitre, les bourgeois et la noblesse s'unirent pour exiger le maintien des droits et des privilèges des parlements ; désormais, l'évêque s'efforça de maintenir ces trois pouvoirs divisés, mais les chanoines s'opposaient à toute atteinte à leurs prérogatives. Le doyen du chapitre, Arnold von der Horst, s'imposa comme le chef de l'opposition. Démis par Thierry en 1604, il n'obtint son pardon qu'en 1612.
La fronde des chambres et même du chapitre incitèrent finalement l'évêque à modérer ses entreprises dans les années 1590. Il s'efforça de renforcer le catholicisme par des mesures plus pacifiques, mais se heurta pourtant derechef à des résistances. Les bourgeois et la noblesse étaient en effet attachés à la liberté de culte. Au Landtag de 1597, ils exigèrent même la liberté confessionnelle et s'en prirent à l'action des Jésuites (ces revendications confessionnelles n'étaient d'ailleurs pas sans arrière-pensées politiques ou patrimoniales). En 1603, la noblesse finit par se ranger aux côtés de quelques villes de la principauté contre le chapitre.

### Soumission de la ville de Paderborn

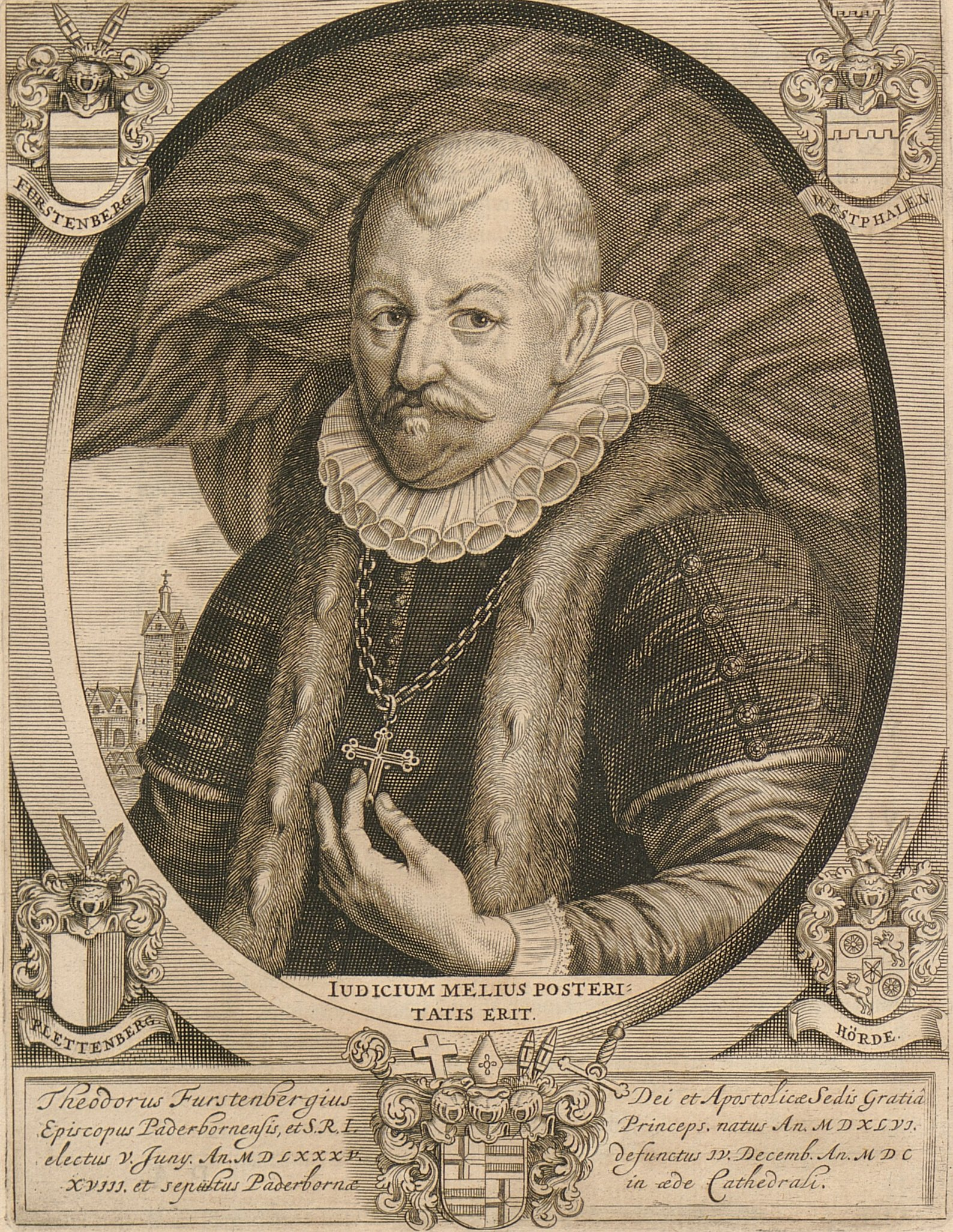
Eau-forte du prince-évêque Thierry IV.

La crise atteignit son paroxysme avec l'intervention armée contre la ville Paderborn. Depuis plusieurs années, l'autorité juridictionnelle de l'évêque sur la ville était contestée, et une plainte fut même déposée sur ce sujet auprès du Reichskammergericht en 1588. Pour renforcer son pouvoir sur les bourgeois et affaiblir les patriciens, l'évêque n'avait pas hésiter à exploiter les tensions sociales en ville. En 1603, il était même intervenu dans l'élection des échevins ; mais l'année suivante, le parti bourgeois prenait le dessus. La municipalité était désormais isolée : le chapitre quitta Paderborn, la noblesse s'abstint de prendre parti, et seules quelques autres villes apportèrent leur soutien. Entre-temps, Jean de Rietberg assemblait une armée à la demande de l'évêque Thierry. En vain Paderborn en appela-t-elle au landgrave Maurice de Hesse-Cassel : elle ne parvint à obtenir que la protection de la noblesse et des villes de Brakel, Lügde et Steinheim. Il n'y eut pourtant pas d'affrontement militaire, car la ville, en proie aux déchirements internes, se rendit sans combat. Le bourgmestre protestant Liborius Wichard (de) fut écartelé et son cadavre suspendu aux portes de la ville. Paderborn retomba pour deux siècles sous la coupe des évêques. Le protestantisme ne se maintint plus longtemps en ville après ces événements

### Résolution du conflit avec les parlementaires
Enfin en 1606, l'évêque se sentit suffisamment fort pour décider l'augmentation de l'impôt sans en référer à d'autre chambre que le chapitre diocésain. Cela déchaîna une nouvelle crise avec la noblesse, les villes voisines mais aussi plusieurs chanoines qui sentaient la sécurité et le confort menacés. Cela n'empêcha nullement le prince Thierry, la même année, de mettre un terme à la liberté confessionnelle. En 1608 un point d'accord fut trouvé : désormais le pouvoir des chanoines se trouvait limité, à commencer par les droits des parlements. La fin de ce conflit avec les chambres, vers 1610, permit à l'évêque de se consacrer entièrement à la persécution matérielle des laïcs protestants.

## Politique extérieure
Thierry était l’allié du comte frison Johann von Rietberg. Malgré leur adhésion au Protestantisme, les liens entre l'évêque et Simon VI de Lippe étaient étroits : ce dernier s'était imposé comme intercesseur au moment de la querelle entre le diocèse de Paderborn et Maurice de Hesse-Cassel à propos de la frontière de la Diemel et était parvenu à concilier les deux partis sur cette contestation déjà ancienne en 1597 : le diocèse renonçait à s'étendre jusqu'à la Diemel de Helmarshausen à Liebenau, mais conservait les bourgs de Beverungen à l'est et de Calenberg au sud-est.
Ses relations avec le prince-archevêque de Cologne ont été généralement bonnes, surtout par l'entremise du frère de Thierry, sénéchal de Cologne et prêvôt du duché de Westphalie. La seule ombre fut la conversion au protestantisme de l'archevêque Gerhard de Waldbourg.
Préoccupé par les conflits intérieurs de sa principauté, l'évêque Thierry s'est abstenu autant que possible de provoquer ses voisins. Paderborn ne sortit pas grandie du passage de la soldatesque catholique venue combattre les Républicains néerlandais : l'évêque dut payer le prix fort pour éviter les dragonnades.

## Dernières années

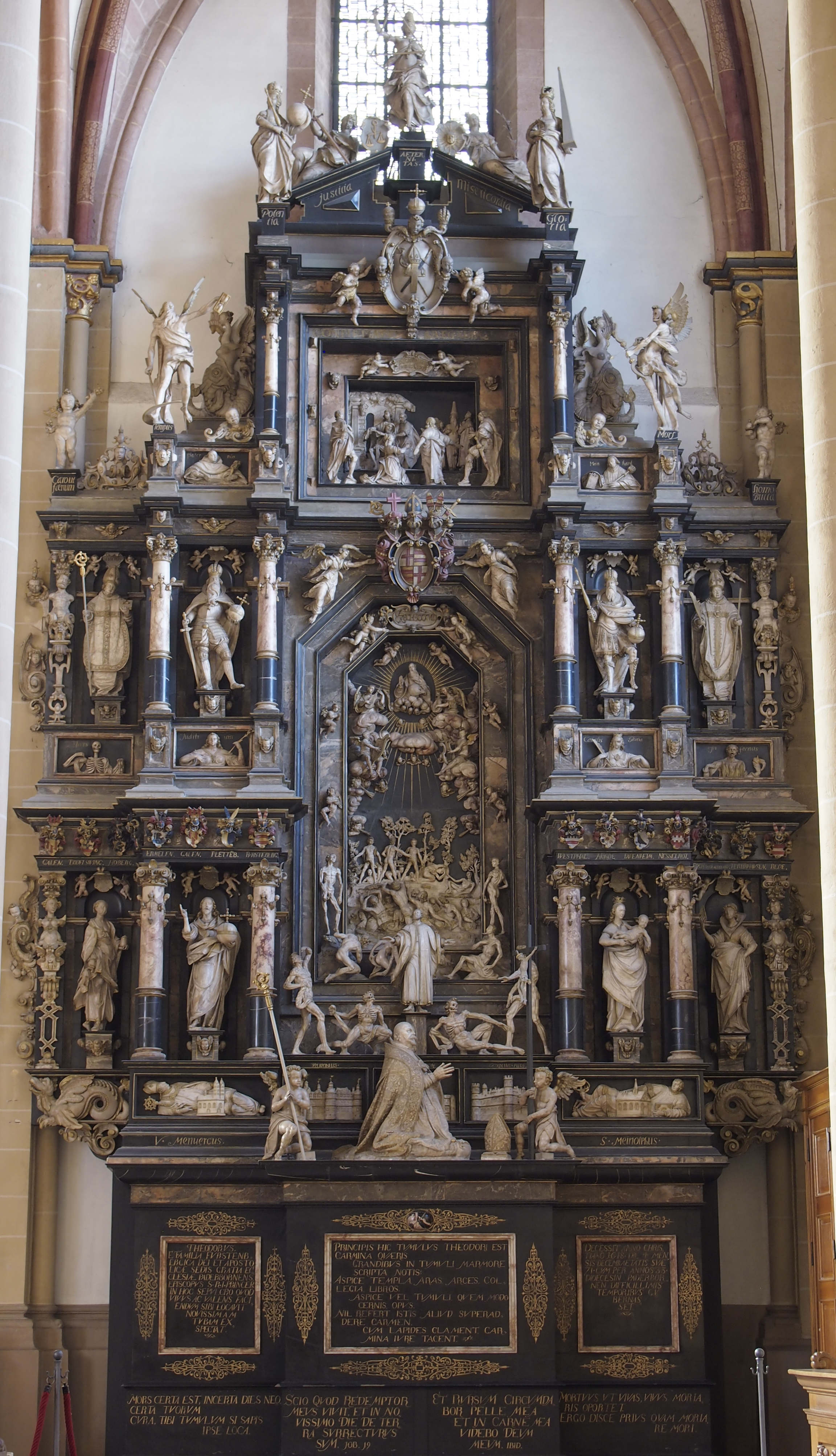
Épitaphe dans la cathédrale de Paderborn.

### Nomination d'un coadjuteur
Au cours de l'affrontement avec les chambres parlementaires, on rechercha les moyens d'écarter Thierry du pouvoir et on imagina pour cela de lui imposer un coadjuteur. Les parlementaires démarchèrent à cette fin les fils de Gaspard, Friedrich von Fürstenberg (de) puis Johann Gottfried von Fürstenberg (de). Cette tentative de maintenir un baron de Fürstenberg au trône épiscopal de Paderborn échoua à cause de l'influence grandissante des Wittelsbach dans le Nord-ouest du Saint-Empire romain germanique : en 1612, la place de coadjuteur échut à Ferdinand de Bavière.
Tout au long de son règne, l’évêque avait financé d’innombrables fondations pour le salut de son âme. À l'abbaye d'Œlinghausen, il a financé des chapelles pour plus de 10 000 Reichsthaler. Il a participé à la fondation de la chapelle du Fürstenberg, et a consacré 23 000 Reichsthaler à l’aménagement d'une chapelle dans la cathédrale de Paderborn. Enfin, il a fait réparer une chapelle face à la ville de Paderborn.

### Épitaphe
Mort dans son château Neuhaus en 1618, l'évêque Thierry fut inhumé dans la cathédrale de Paderborn. Il avait commandé un monument funéraire, le plus grand de Westphalie, au sculpteur Heinrich Gröninger. Il représente le prélat agenouillé entre les armoiries de sa famille. Un ange porte son crucifix et sa crosse épiscopale. Le blason de l'évêque couronne l'ensemble.

## Voir également
- Zur Agende von 1602